# Wolin Nationalpark
Wolin Nationalpark (polsk: Woliński Park Narodowy) er en af 23 nationalparker i Polen, der ligger på øen Wolin i den nordvestlige del af landet i Vestpommerske Voivodeship . Den blev oprettet den 3. marts 1960 og omfatter et areal på 109,37 km2. Parken har sit hovedkvarter i byen Międzyzdroje.
Parken rummer en varieret flora og fauna. Dens attraktioner inkluderer havklipperne i Gosań og Kawcza Góra og et fristed for Europæisk bison.

## Galleri
- Havklint
- Indgang til parken ved Międzyzdroje-stranden
- Bakkerne Lubin-Wapnica.